# Falsomordellistena formosana boninensis
Falsomordellistena formosana boninensis es una subespecie de coleóptero de la familia Mordellidae.

## Distribución geográfica
Habita en las  islas Bonin (Japón).